# Принц игроков
«Принц игроков» (англ. Prince of Players) — американская биографическая драма режиссёра Филиппа Данна 1955 года. Сценарий Мосса Харта, по мотивам популярной одноимённой книги Элеоноры Рагглз. В главных ролях — Ричард Бёртон (Эдвин Бут) и Рэймонд Мэсси (Джуниус Бут-старший), а также Чарльз Бикфорд и Эва Ле Галлиенн, исполняющая роль королевы Гертруды в «Гамлете».

## Сюжет
Трагическая и сентиментальная история о карьере американского актера Эдвина Бута — брата скандально известного Джона Бута, который убил президента Линкольна.

## В ролях
- Ричард Бёртон — Эдвин Бут
- Мэгги Макнамара — Мэри Девлин Бут
- Джон Дерек — Джон Уилкс Бут
- Рэймонд Мэсси — Джуниус Брут Бут
- Чарльз Бикфорд — Дэйв Прескоттгода
- Элизабет Селларс — Эйша Бут
- Эва Ле Галлиенн — Гертруда в «Гамлете»
- Кристофер Кук — Эдвин Бут в 10 лет
- Дейтон Ламмис — английский врач
- Ян Кейт — призрак отца Гамлета в «Гамлете»

В титрах не указаны
- Рут Клиффорд — английская медсестра
- Бёрт Мастин — шахтёр